# Miłosz Wałach
Miłosz Wałach (* 23. November 2001 in Pruchnik) ist ein polnischer Handballspieler.

## Karriere

### Verein
Miłosz Wałach lernte das Handballspielen in der Jugend von Jedynka Pruchnik, Juvenia Rzeszów und KS Kielce. Zwischen 2017 und 2021 kam der 1,95 m große Torwart in der ersten polnischen Liga und mit Kielces zweiter Mannschaft in der dritten polnischen Liga zum Einsatz. Mit 15 Jahren, neun Monaten und 19 Tagen wurde er zu Kielces jüngstem Erstligadebütanten. Ebenfalls mit 15 Jahren stand Wałach 2017 im Kader für die EHF Champions League, mit 16 Jahren gab er sein Debüt am 24. März 2018 beim 41:17 gegen die Rhein-Neckar Löwen, die aufgrund einer Terminkollision mit einem B-Team antreten mussten. Mit Kielce gewann er 2018, 2019, 2020 und 2021 die Meisterschaft. Ab 2021 war er für zwei Jahre an den Ligakonkurrenten Wybrzeże Gdańsk ausgeliehen. Nach seiner Rückkehr gewann er mit Kielce 2025 den polnischen Pokal.
Wałach wechselte im Sommer 2025 zum nordmazedonischen Erstligisten RK Vardar Skopje.

### Nationalmannschaft
In der polnischen Nationalmannschaft debütierte Wałach am 29. Dezember 2021 beim 28:27-Sieg gegen Japan in Danzig. Bei der folgenden Europameisterschaft 2022 wurde er vor dem letzten Hauptrundenspiel gegen Spanien nachnominiert und belegte mit Polen den 12. Rang. Insgesamt bestritt er vier Länderspiele.